# Chundana farinosa
Chundana farinosa är en fjärilsart som beskrevs av W. Warren 1899. Chundana farinosa ingår i släktet Chundana och familjen Uraniidae. Inga underarter finns listade i Catalogue of Life.